# Embalse de Khoda Afarin
El embalse de Khoda Afarin (también llamado Khodaafarin o Hudafarin) (en azerbaiyano Xudafərin y en persa سد خداآفرین) se encuentra en el río Aras, la presa es de materiales sueltos y se encuentra entre las fronteras de Irán y Azerbaiyán, a 8 km al oeste de Khomarlu en la provincia de Azerbaiyán Oriental, que pertenece a Irán, y a 14 km al sudoeste de Soltanly, en el rayón de Cəbrayıl, en Azerbaiyán, que, de hecho pertenece a la región de Hadrut, de Nagorno Karabaj, controlada por Armenia. La presa está situada a 1 km por delante de los puentes de Khodaafarin, que separan ambos países. Por la cola del embalse desemboca el río Vorotán en el río Aras.

## Historia
El objetivo de la presa es generar energía hidroeléctrica y el riego. Fue concebida como un proyecto con la Unión Soviética y ambos lados alcanzaron un acuerdo en octubre de 1977. Los diseños acabaron en 1982 y la obra comenzó en 1999.
La presa se completó en 2008, se llenó el embalse y fue inaugurada en 2010. Las obras de regadío aun están en marcha. Durante la construcción se descubrieron varios yacimientos de la Edad del Bronce, incluyendo la tumba de un guerrero  escita, lo que retrasó el llenado para permitir las excavaciones.
La central hidroeléctrica tiene una capacidad instalada de 102 MW y el embalse está diseñado para el regadío de 75.000 ha.